# Cryptanura uniformis
Cryptanura uniformis är en stekelart som beskrevs av Charles Thomas Brues 1912. Cryptanura uniformis ingår i släktet Cryptanura och familjen brokparasitsteklar. Inga underarter finns listade i Catalogue of Life.